# سالي (أبروتسو)
سالي (بالإيطالية: Salle)‏ هي بلدية في مقاطعة بسكارا في إقليم أبروتسو الإيطالي.

## السكان
في سنة 1861 بلغ عدد السكان 1٬937 نسمة، وتطور العدد ليصل في سنة 2018 لـ 291 نسمة.
يظهر هذا المخطط البياني تطور النمو السكاني لـ سالي (أبروتسو)